# Queer Lion 2018
Il Queer Lion 2018 è la dodicesima edizione del riconoscimento collaterale che premia «il miglior film con tematiche omosessuali & Queer Culture», assegnato nel quadro delle manifestazioni della 75ª Mostra internazionale d'arte cinematografica di Venezia che ha avuto luogo dal 29 agosto all'8 settembre 2018.
Il premio è stato patrocinato dalla Presidenza del Consiglio dei ministri, tramite il dipartimento per le Pari Opportunità UNAR, Ministero dei beni e delle attività culturali e del turismo, Regione del Veneto, Città metropolitana di Venezia, Comune di Venezia e dell'Università Ca' Foscari.
Il premio è stato assegnato al film guatemalteco José di Li Cheng, con la seguente motivazione:

## Giuria
- Brian Robinson, del British Film Institute – Presidente di giuria
- Rita Fabbri, corrispondente di Radio Ca' Foscari
- Jani Kuštrin, attivista sloveno

## Film

### In gara
- Suspiria, regia di Luca Guadagnino (Italia, Stati Uniti d'America)
- The Other Side of the Wind, regia di Orson Welles (Stati Uniti d'America)
- La favorita (The Favourite), regia di Yorgos Lanthimos (Irlanda, Regno Unito, Stati Uniti d'America)
- Il segreto di una famiglia (La quietud), regia di Pablo Trapero (Argentina)
- Kuvumbu tubuh indahku, regia di Garin Nugroho (Indonesia)
- Bêtes blondes, regia di Alexia Walther e Maxime Matray (Francia)
- Čelovek, kotoryj udivil vsech, regia di Natal'ja Merkulova e Aleksej Čupov (Russia, Estonia, Francia)
- C'est ça l'amour, regia di Claire Burger (Francia)
- José, regia di Li Cheng (Guatemala)
- Zen sul ghiaccio sottile, regia di Margherita Ferri (Italia)

### Fuori concorso
- Morte a Venezia, regia di Luchino Visconti (Italia, Francia, Stati Uniti d'America, 1971)
- Il portiere di notte, regia di Liliana Cavani (Italia, 1974)
- El lugar sin límites, regia di Arturo Ripstein (Messico, 1978)
- A qualcuno piace caldo (Some Like It Hot), regia di Billy Wilder (Stati Uniti d'America, 1959)
- Strano telo, regia di Dušan Zorić (Serbia, 2018)
- Friedkin Uncut - Un diavolo di regista (Friedkin Uncut), regia di Francesco Zippel (Italia, 2018)
- M. Butterfly, regia di David Cronenberg (Stati Uniti d'America, 1993)